# John Akomfrah
John Akomfrah (Acra, 4 de mayo de 1957) es un artista, escritor, director de cine, guionista y comisario de arte británico de origen ghanés, «cuyo compromiso con un radicalismo tanto político como cinematográfico se expresa en todas sus películas».
Fundador del Black Audio Film Collective en 1982, debutó como director con Handsworth Songs (1986), que examinaba las consecuencias de los disturbios de Handsworth de 1985. Handsworth Songs ganó el premio Grierson al mejor documental en 1987. En palabras de The Guardian, «se ha asegurado una reputación como uno de los cineastas más pioneros del Reino Unido [cuyas] obras poéticas han luchado contra la raza, la identidad y las actitudes poscoloniales durante más de tres décadas».

## Biografía
John Akomfrah nació en Acra, Ghana. Sus padres participaron en el activismo anticolonial. En una entrevista con Sukhdev Sandhu, Akomfrah dijo: «mi padre fue miembro del gabinete del partido de Kwame Nkrumah .... Nos fuimos de Ghana porque la vida de mi madre corría peligro tras el golpe de Estado de 1966, y mi padre murió en parte por la lucha que desembocó en el golpe».
Viviendo en Gran Bretaña desde los cuatro años, Akomfrah se educó en colegios del oeste de Londres y en la Politécnica de Portsmouth, donde se graduó en Sociología en 1982. Ese mismo año, fue uno de los fundadores del Black Audio Film Collective, un colectivo de artistas de origen africano que estuvo activo hasta 1998, dedicado a examinar cuestiones de la identidad negra británica a través del cine y los medios de comunicación. Handsworth Songs, el primer documental producido por el colectivo, con Akomfrah como director, se centró en las tensiones raciales en Gran Bretaña en la década de 1980. Handsworth Songs, que incorpora material de archivo y noticiarios, y hace un uso experimental del sonido, ganó siete premios internacionales, entre ellos el premio John Grierson al mejor documental en el Festival de Cine de Londres.
En 1998, junto con Lina Gopaul y David Lawson, sus compañeros de producción durante mucho tiempo, cofundó Smoking Dogs Films. De 2001 a 2007 fue gobernador del British Film Institute y de 2004 a 2013 lo fue también de Film London.
Akomfrah ha impartido múltiples cursos en instituciones académicas como el Instituto Tecnológico de Massachusetts (MIT), la Universidad de Brown, la Universidad de Nueva York, la Universidad de Westminster y la Universidad de Princeton. Fue artista residente en un evento audiovisual de tres días de duración, Cinematic Translations: The Work of John Akomfrah, que se celebró en noviembre de 2013 en la Universidad de Toronto. Una crítica del Harvard Film Archive sobre su obra afirma: «Akomfrah se ha convertido en un homólogo cinematográfico de comentaristas y colaboradores de la cultura de la diáspora negra como Stuart Hall, Paul Gilroy, Greg Tate y Henry Louis Gates. Al hacerlo, ha seguido extrayendo el archivo audiovisual del siglo XX, recontextualizando estas imágenes, no sólo seleccionándolas y yuxtaponiéndolas, sino también añadiendo un texto elocuente y alusivo».

## Presentaciones y exposiciones individuales
Akomfrah también ha realizado presentaciones individuales en el Bildmuseet de Umeå (Suecia, 2015), el Broad Art Museum de East Lansing (2014), la Tate Britain de Londres (2013), el Institute of Contemporary Arts de Londres (2012), el Museo de Arte Moderno de Nueva York (2011) y el British Film Institute, en la BFI Gallery (2010).
En 2013 su obra principal, The Unfinished Conversation, una gran instalación, se expuso en la Tate Britain durante seis meses y fue adquirida para la colección nacional de la entidad.
Su obra de 2015, Vertigo Sea, es una instalación cinematográfica de tres pantallas que se mostró por vez primera en la 56.ª Bienal de Venecia en mayo de 2015. Vertigo Sea se estrenó en el Reino Unido en el Arnolfini de Bristol al año siguiente, coincidiendo con una exposición de sus obras nuevas y más recientes que se mostraba en la Lisson Gallery.
En octubre de 2016 se expuso en Cardiff su videoinstalación de 40 minutos en dos pantallas, Auto Da Fé, filmada en Barbados e inspirada en el tema de los 400 años de migración y persecución religiosa. Purple (2017), una videoinstalación de seis pantallas y 62 minutos de duración encargada para el destacado espacio de la Curve Gallery en el Barbican Centre de Londres, Akomfrah la describe como «una respuesta al Antropoceno». A partir de octubre de 2017 se celebró en el Barbican Cinema un ciclo de proyecciones de películas vinculadas con selecciones realizadas por el autor. La instalación viajó al Museo Nacional Thyssen-Bornemisza, en Madrid; al Bildmuseet Umeå, en Suecia; al Boston Institute of Contemporary Art; y al Museu Coleção Berardo, en Lisboa.

## Premios y reconocimientos
Akomfrah fue nombrado Oficial de la Orden del Imperio Británico (OBE) en 2008 y Comendador de la Orden (CBE) en 2017, en ambos casos por sus servicios prestados al arte y al cine En marzo de 2012, se le concedió el Premio Princesa Margarita de la Fundación Cultural Europea. Fue reconocido con los doctorados honoris causa de la Universidad de las Artes de Londres y de Goldsmiths, Universidad de Londres en 2013 y en 2014 con el de la Universidad de Portsmouth, el politécnico reformado en que se había graduado en 1982.  En 2017 ganó el premio bienal Artes Mundi, el mayor galardón del Reino Unido para el arte internacional, habiendo sido elegido para el premio por su «sustancial magnitud de trabajo sobresaliente que aborda temas de migración, racismo y persecución religiosa» y fue nombrado Artista del Año en los premios Apollo Magazine de 2018.

## Filmografía
- Handsworth Songs (1986); ganador del Grierson Award for Best Documentary, 1987
- Testament (1988)
- Who Needs a Heart (1991)
- Seven Songs for Malcolm X (1993)
- The Last Angel of History (1996)
- Memory Room 451 (1996)
- Call of Mist (1998)
- Speak Like a Child (1998)
- Riot (1999)
- The Nine Muses (2010)
- Hauntologies (Carroll/Fletcher gallery, 2012)
- The Stuart Hall Project (2013)
- The Unfinished Conversation (2013)
- The March (2013)
- Vertigo Sea (2015)
- Auto Da Fé (2016)
- Untitled (2016)
- Purple (2017)
- Precarity (2017)